# Hiltpoltstein

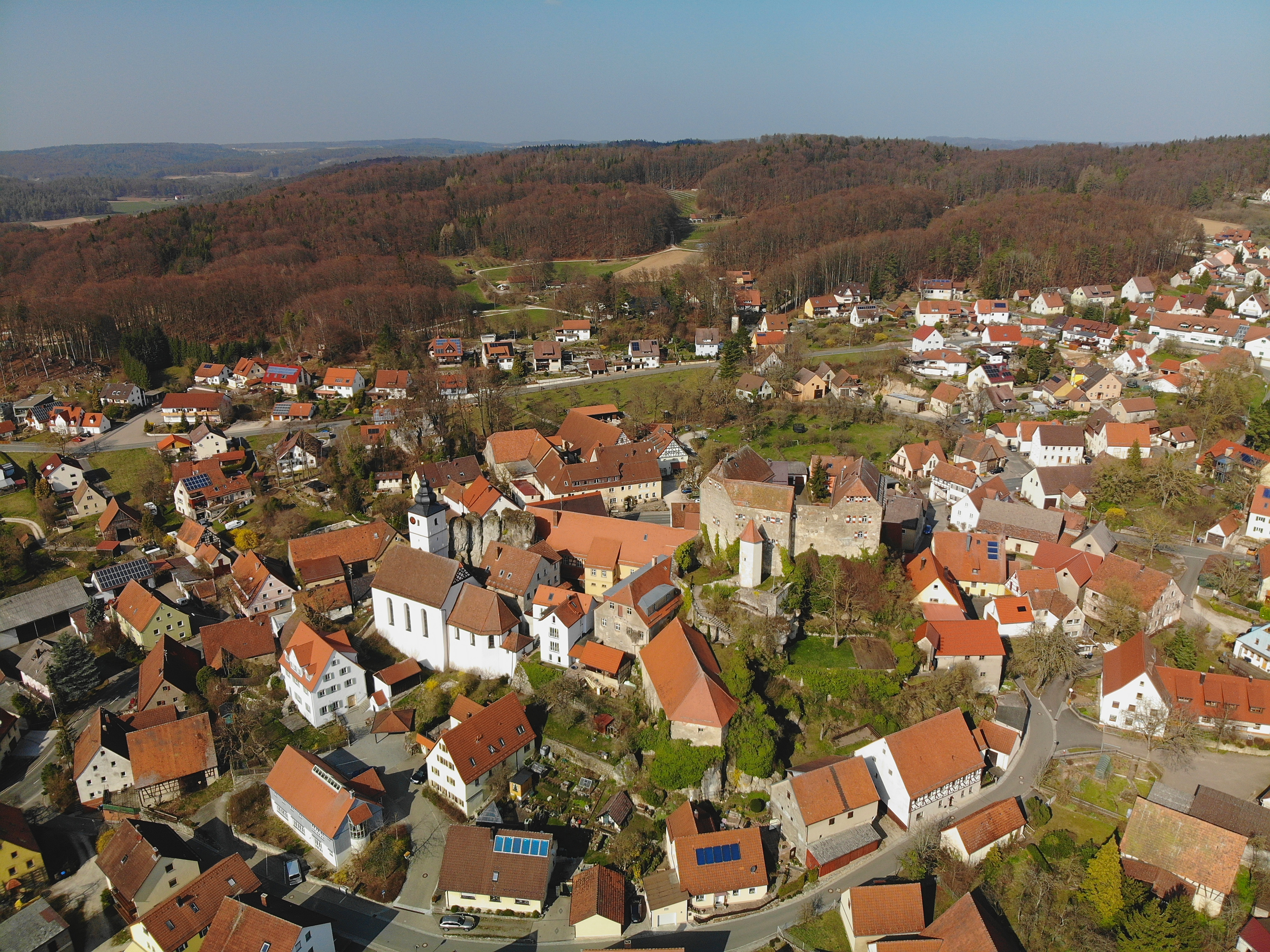
Luftaufnahme des Ortskerns (März 2020)

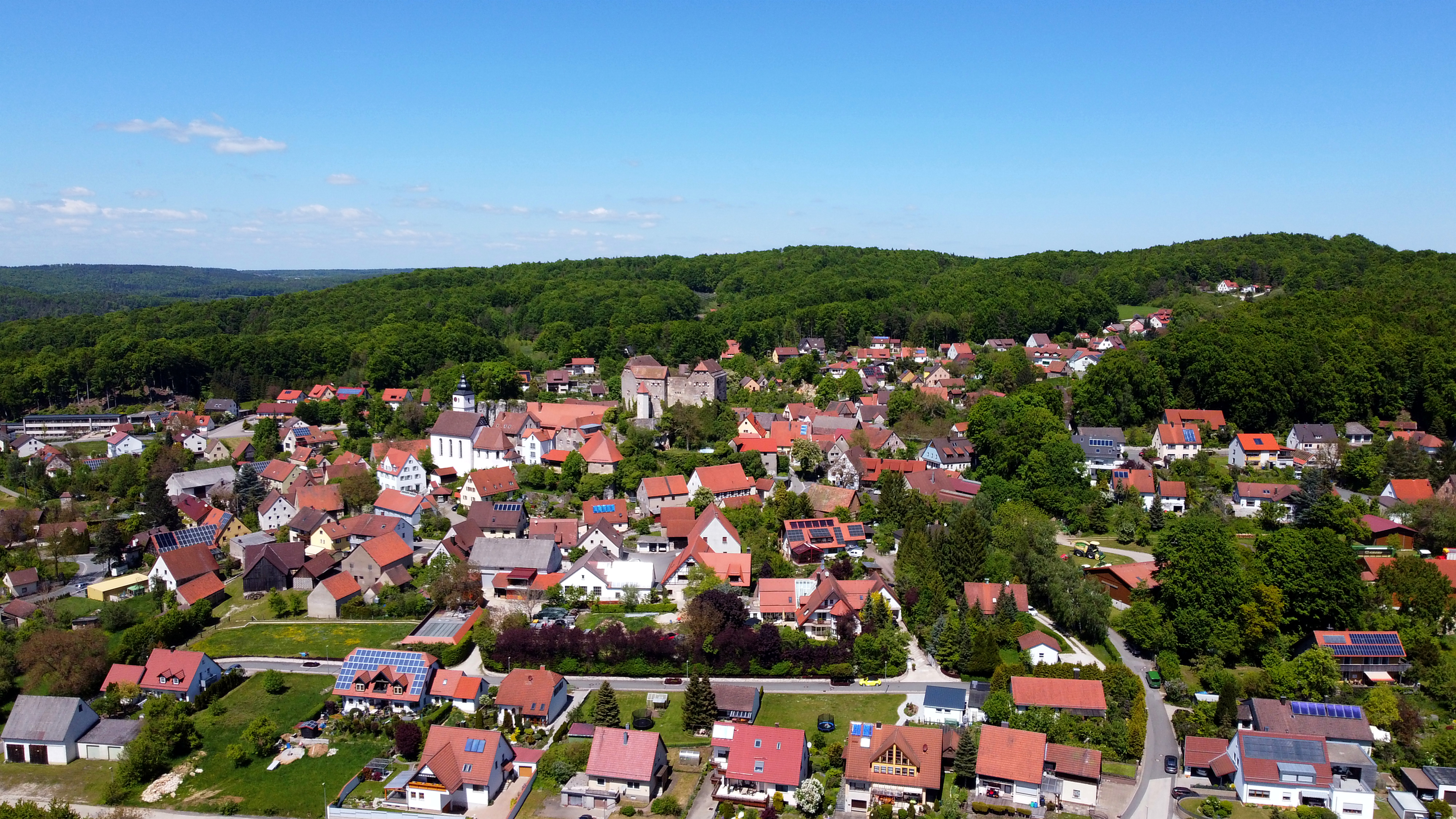
Luftbild von Hiltpoltstein aus Richtung Süden

Hiltpoltstein ist ein Markt im oberfränkischen Landkreis Forchheim und Mitglied der Verwaltungsgemeinschaft Gräfenberg. Der Markt liegt rund 25 Kilometer nordöstlich von Nürnberg, im Naturpark Fränkische Schweiz – Frankenjura.

## Geografie

### Geologie und Topografie
Hiltpoltstein liegt am Rande einer Hochfläche in der Fränkischen Schweiz. Mit einer Höhenlage zwischen 484 und 515 m ü. NHN gehört der Ort zu den höchstgelegenen Gemeinden im Landkreis Forchheim. Der Altort liegt überwiegend auf der dolomitischen Fazies des Weißen Jura und weist eine Reihe exponierter Schwammriffe (Schwammstotzen) auf. Der höchste dieser Dolomitfelsen auf dem Gemeindegebiet ist die Silberecke, ein ausgewiesenes Naturdenkmal. Mit 602 m ü. NHN ist es der höchste Punkt im Landkreis Forchheim, gefolgt vom nahe gelegenen Stumpfelestein (596 m ü. NHN) und vom Bitzenberg (586 m ü. NHN). Östlich des Ortes verläuft in nord-südlicher Richtung der Haupt-Riffzug von Rupprechtstegen, dessen gebankte Dolomite eine Hochfläche bilden. Im Gemeindegebiet (mit eingemeindeten Orten) teilen sich der Dolomit des Weißen Jura und zum Teil stark quarzhaltige Alblehme etwa zu gleichen Teilen die Fläche. Zwischen Hiltpoltstein (Hauptort) und Kappel dominieren Alblehme, desgleichen in Kemmathen und auf der sich westlich anschließenden Hochfläche. Lokal begrenzt sind östlich des Hauptortes geologische Reste aus der Oberkreide vorhanden, vor allem in Gestalt der Kallmünzer. Es handelt sich um zum Teil recht große Findlinge aus verkieseltem Sandstein.
Das Gemeindegebiet umfasst eine Fläche von 2562 Hektar. Die Nachbargemeinden sind Obertrubach, Gräfenberg, Betzenstein und Simmelsdorf. Das Ortsbild wird geprägt von der Burg Hiltpoltstein auf einem etwa 20 Meter aufragenden Dolomitfelsen mit 530 m ü. NHN.

### Gemeindegliederung
Der Markt Hiltpoltstein hat 12 Gemeindeteile mit 1625 Einwohnern (in Klammern sind der Siedlungstyp und Einwohnerzahl, Stand Juli 2024, angegeben):
- Almos (Dorf, 86)
- Erlastrut (Weiler, 20)
- Görbitz (Weiler, 27)
- Göring (Weiler, 13)
- Großenohe (Dorf, 67)
- Hiltpoltstein (Hauptort, 760)
- Kappel (Dorf, 188)
- Kemmathen (Dorf, 182)
- Möchs (Dorf, 99)
- Schossaritz (Dorf, 158)
- Spiesmühle (Einöde, 4)
- Wölfersdorf (Weiler, 21)

Es gibt auf dem Gemeindegebiet die Gemarkungen Hiltpoltstein, Kappel, Lilling (Gemarkungsteil 1), Obertrubach (Gemarkungsteil 0) und Schossaritz.

### Geotope
- Kirchfelsen in Hiltpoltstein (Geotop-Nummer 474R033)[6]
- Druidenstein, nordwestlich von Hiltpoltstein (Geotop-Nummer 474R034)[7]
- Dohlenstein, südlich von Wolfsberg (Geotop-Nummer 474R032)[8]

## Geschichte

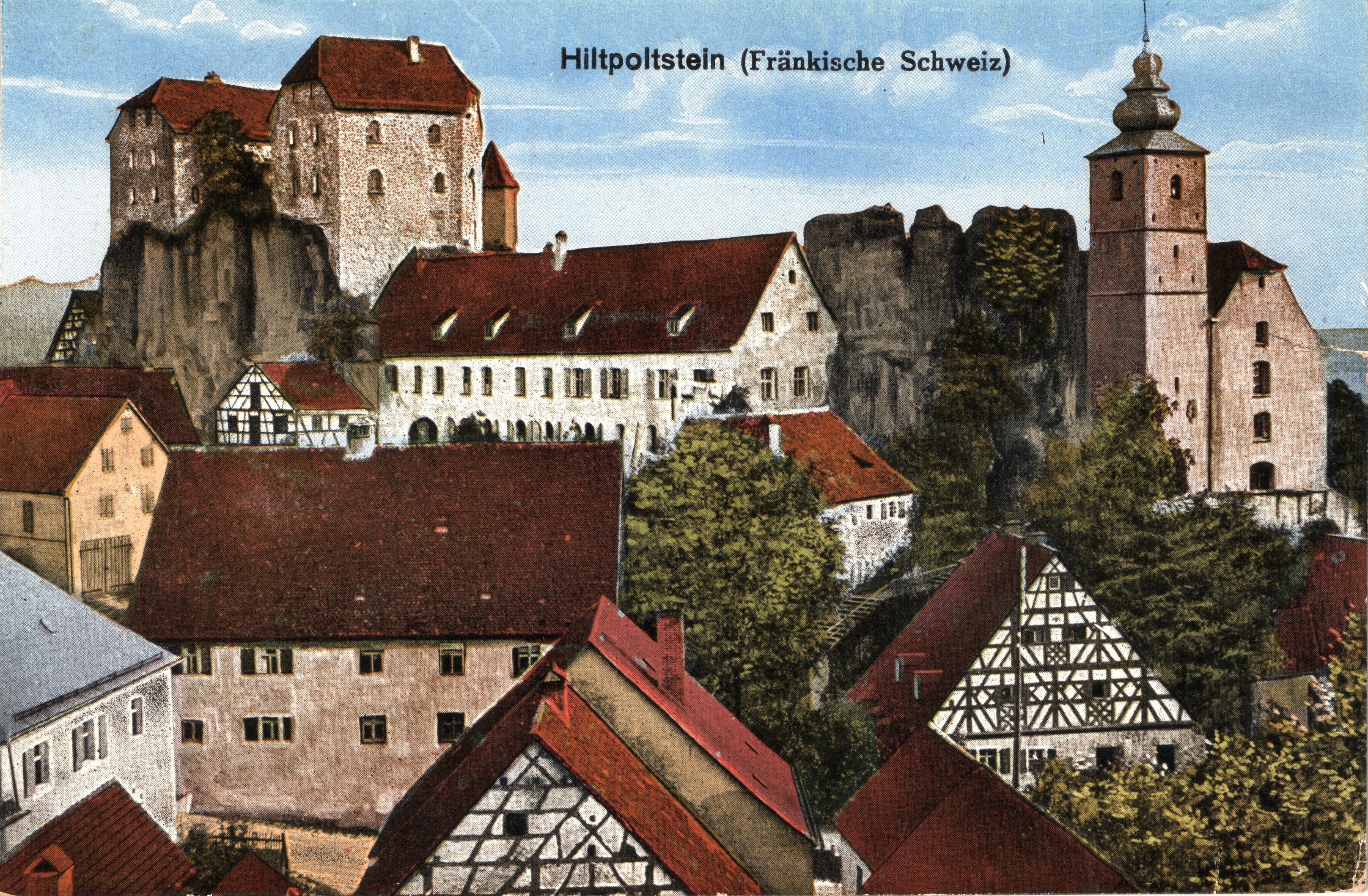
Ort und Burg Hiltpoltstein

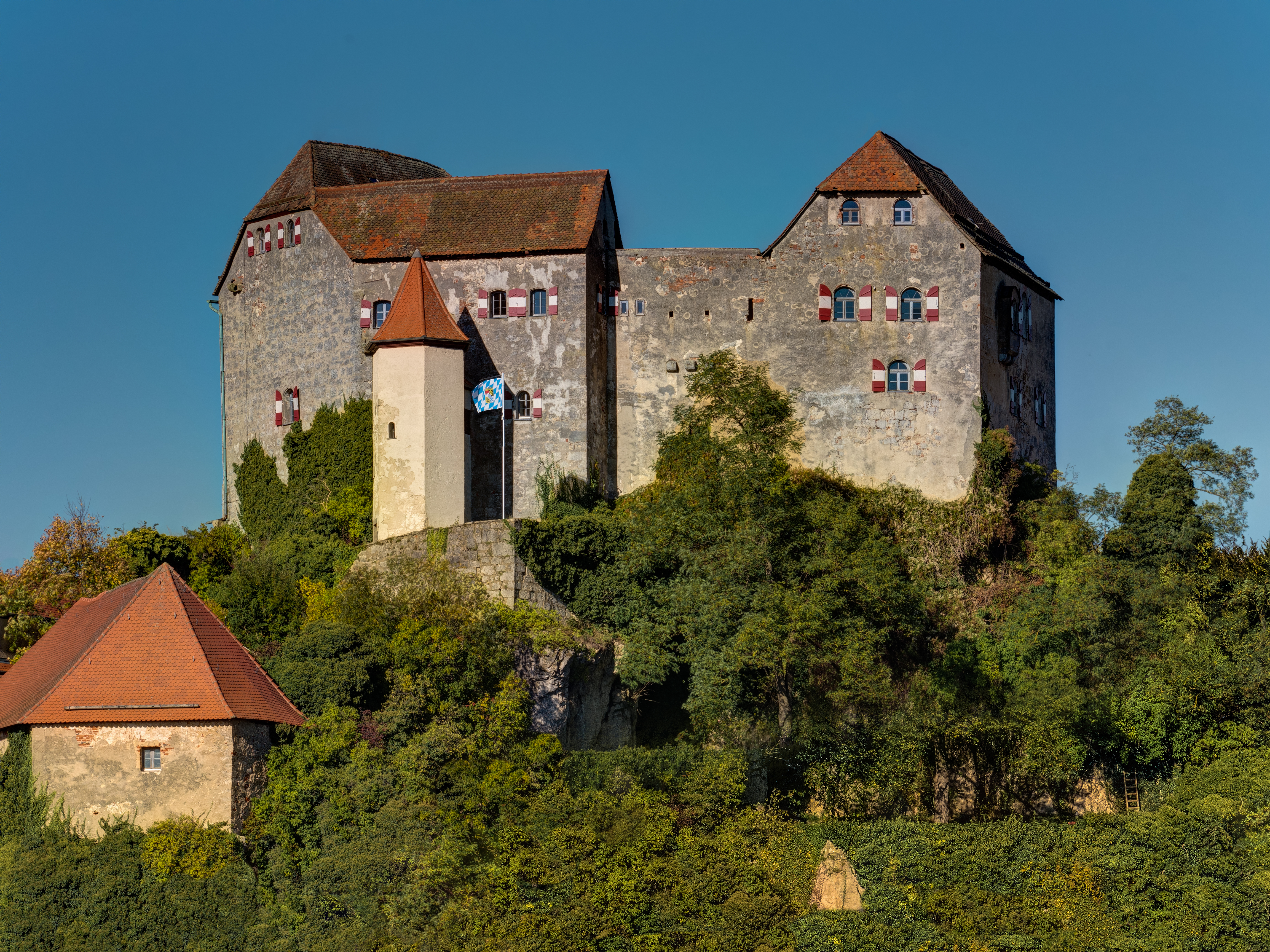
Burg Hiltpoltstein

### Ur- und Frühgeschichte
Im Gemeindegebiet gibt es eine Reihe von archäologischen Fundplätzen (vgl. die Liste der Bodendenkmäler in Hiltpoltstein). Die ältesten Fundobjekte sind mesolithische Hornsteinklingen, gefunden bei Erlastruth, die etwa auf 6500 v. Chr. zu datieren sind. Westlich von Großenohe wurden zwei endneolithische Beilklingen aus geschliffenem Amphibolit gefunden (etwa 3500–2800 v. Chr.). Als Bodendenkmal in die Bayerische Denkmalliste eingetragen ist ein verebnetes Grabhügelfeld der Hallstattzeit nördlich von Kemmathen, das durch den Fund eines vollständig erhaltenen Bronzeschwertes (Stufe Hallstatt C) im Jahre 1926 bekannt wurde. Im Zuge der Flurbereinigung 1997 wurde dort ein teilweise noch erhaltener Grabhügel der Stufe Hallstatt D1 ausgegraben. An der südlichen Gemeindegrenze zu Simmelsdorf gibt es elf Grabhügel der Hallstattzeit, von denen vier in den 1990er Jahren archäologisch untersucht wurden. Auch die Abschnittsbefestigung Burggraf am nordwestlichen Rand des Gemeindegebiets ist wahrscheinlich prähistorischen Ursprungs.
Mehrere Trichtergrubenfelder zum Abbau von Bohnerzen befinden sich westlich und nordwestlich des Ortes Kappel. Schlacken deuten auf Eisenverhüttungsplätze hin; die Zeitstellung ist jedoch unklar. Über die ur- und frühgeschichtliche Besiedlung des Hauptortes Hiltpoltstein ist bislang wenig bekannt.

### Mittelalter
Das älteste Fundobjekt auf dem Burgfelsen-Plateau ist eine spätottonische Scheibenfibel aus Bronze, die in das Ende des 10. oder das erste Viertel des 11. Jahrhunderts datiert wird. Im Jahr 1109 wurde „Hilteboldesdorf cum castro“ als Besitz des Klosters Weißenohe erstmals urkundlich erwähnt (vgl. entsprechenden Abschnitt zur Burg). Die Herren von Hiltpoltstein-Rothenberg stellten als Ministerialen im Heiligen Römischen Reich den Burgvogt. Das Geschlecht ist urkundlich erstmals 1139 mit „Odalricus quidam de Hilteboldestein“ (Ulrich von Hiltpoltstein) belegt. Seit 1188 stand die Burg unter Lehnsherrschaft der Staufer, die mit einer Urkunde von 1205 dem Kloster Weißenohe auch weiterhin die Vogtwahl überließen. Urkunden zwischen 1246 und 1276 nennen einen Reichsministerialen Hiltpold nach den drei zugehörigen Herrensitzen Lauf (Wenzelschloss), der Burg auf dem „Alten Rothenberg“ und Hiltpoltstein. Im Jahre 1251 wurde er „Hilteboldus de Hilteboldestein“ genannt, 1254 „Hiltepoldus de Rotenberge“. Der Leitname Hiltpold blieb während der gesamten staufischen Zeit erhalten. Vom letzten Staufer Konradin gingen die Lehens- und Erbgüter im Nordgau 1268 an den bayerischen Herzog Ludwig den Strengen über. 1275 war Hiltpoltstein Sitz eines herzoglich-bayerischen Amtes, das neun Orte umfasste. Als Kaiser Ludwig der Bayer 1329 im Hausvertrag von Pavia das Wittelsbacher Gut mit den Erben seines Bruders teilte, fiel die Burg an die Kurpfalz.

### Unter böhmischer Herrschaft (1353–1503)
Am 29. Oktober 1353 wurde der Hagenauer Kaufvertrag über 12.000 Mark Silber zwischen Pfalzgraf Ruprecht und dem böhmischen König und späteren römisch-deutschen Kaiser Karl IV. geschlossen, mit dem Hiltpoltstein zusammen mit anderen Orten an das Königreich Böhmen verkauft wurde. Nach der böhmischen Besitznahme wurde auf der Burg ein Pflegamt mit Hochgericht errichtet. Neben Erlangen war Hiltpoltstein damit in der zweiten Hälfte des 14. Jahrhunderts eine der nordwestlichsten Exklaven des als „Neuböhmen“ bezeichneten Territoriums. Der Ort wurde im Böhmischen Salbuch in der Schreibweise „Hilpoldstein“ geführt.
In der Nachfolge Karls IV. verpfändete König Wenzel die Burg im Jahre 1397 an die aus Böhmen stammenden und in Nürnberg lebenden Unternehmer Herdegen und Peter Valzner, die kurz darauf in den Patrizierstand erhoben wurden. Trotz der beginnenden Einflussnahme der Reichsstadt blieb Hiltpoltstein weiterhin Eigentum der böhmischem Krone. Im Gegensatz dazu wurden die meisten anderen neuböhmischen Orte um 1400 durch die Kurpfalz zurückerobert bzw. an diese abgetreten. Dazu gehörte auch Auerbach in der Oberpfalz mit dem bis dahin zuständigen Landgericht. Die Landgerichtsbarkeit für Hiltpoltstein wechselte in der Folge ebenfalls nach Nürnberg.
Durch Eheschließung mit Regina Valzner, Erbtochter von Peter Valzner, gelangte 1408 Ritter Friedrich von Seckendorff in den Pfandbesitz von Ort und Burg. In einer Urkunde von König Sigismund, ausgestellt am 21. September 1417, erhielt dessen Vater Friedrich von Seckendorff, Hofmeister des Nürnberger Burggrafen, das Marktrecht für das Dorf „zum Hipoltzstain“ und das Privileg zur Befestigung. Zwei Tore wurden am Ost- und Westausgang des Ortes gebaut, den ansonsten – wie für kleinere Orte typisch – ein Hag umgab. Bis heute ist das östliche, 1527 zu einem Wächterhaus ausgebaute „Obere Tor“ erhalten. Hiltpoltstein erlebte im Ersten Markgrafenkrieg zwei kleinere Plünderungen im Mai 1449. Am 22. Juli 1449 raubten Nürnbergische Truppen rund 1200 Stück Vieh und brannten das gesamte Dorf nieder, nur die Burg blieb verschont. Das Adelsgeschlecht der Seckendorffer behielt die Burg bis 1503 in Pfandbesitz.

### Reichsstädtische Zeit (1503–1806)

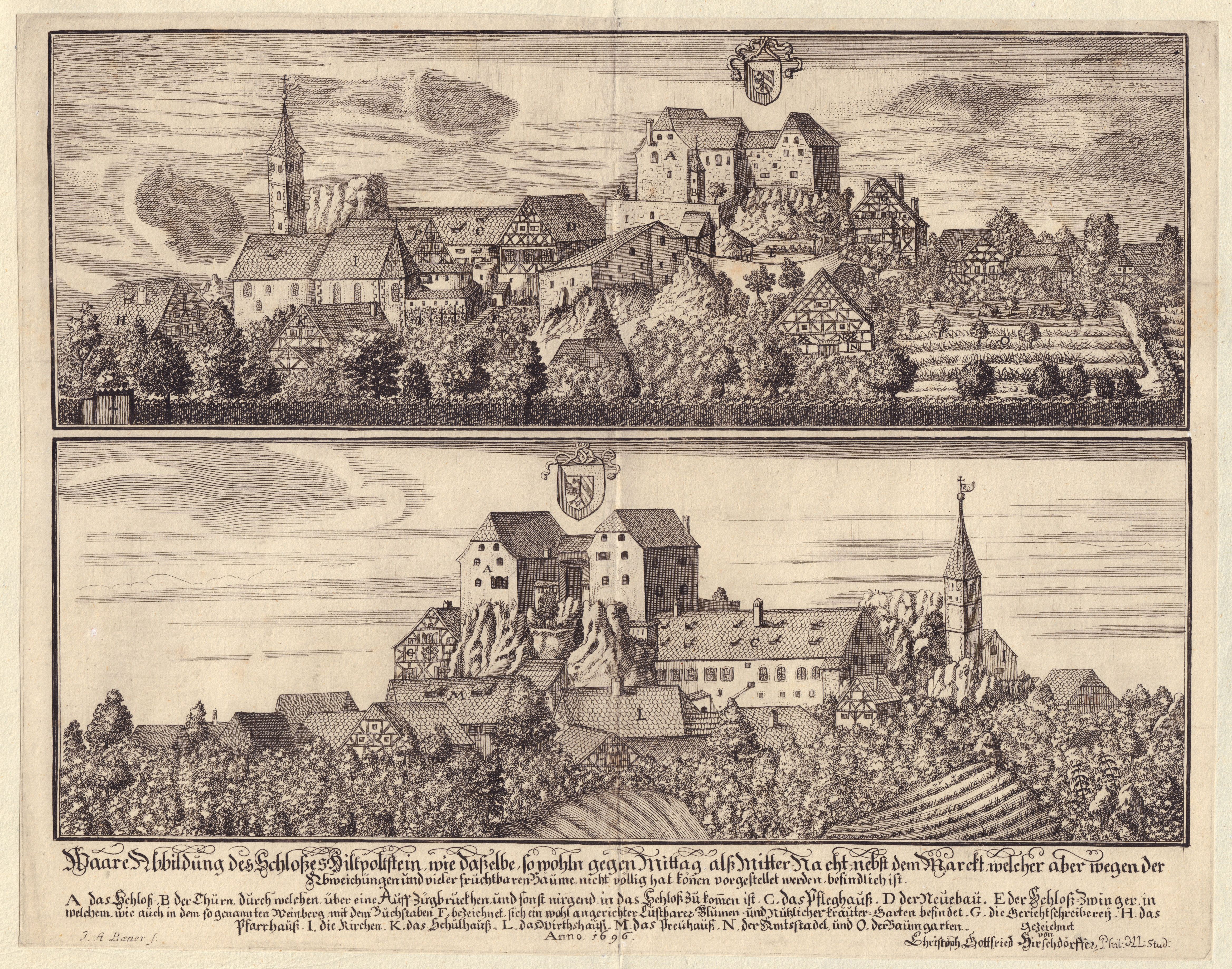
Kupferstich, Johann Alexander Böner, 1696

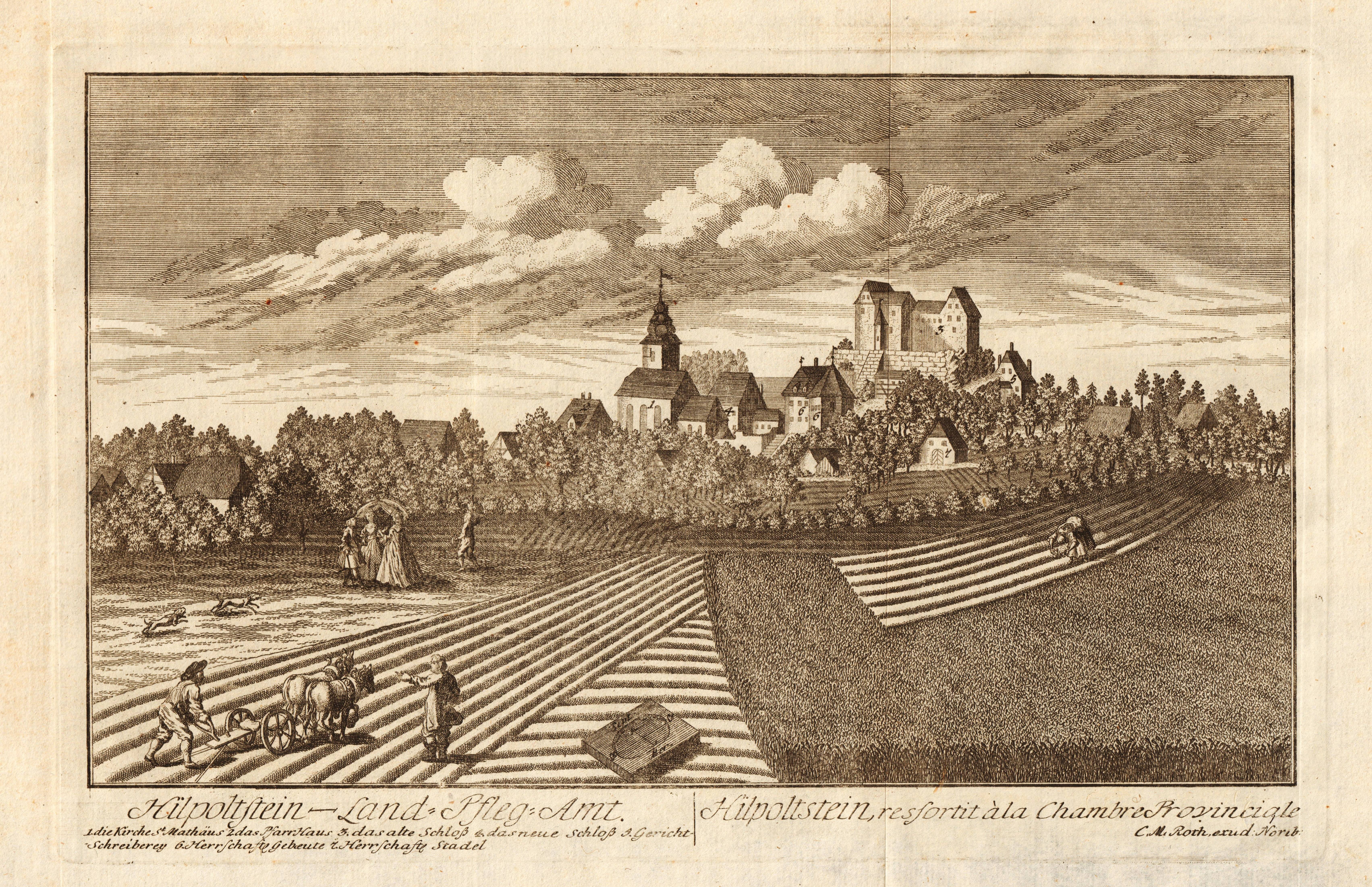
Kupferstich von C.M. Roth nach Zeichnung M.G. Lampferdtinger, 1759

In Voraussicht bayerisch-pfälzischer Erbstreitigkeiten löste Puta von Schwihau und Riesenberg, höchster Richter des Königreichs Böhmen, im Jahre 1503 die Burg mit Zustimmung von König Vladislav II. für 3600 Gulden von den Seckendorffern aus. Gleichzeitig wurden Verhandlungen mit der Reichsstadt Nürnberg aufgenommen, die zur Arrondierung ihrer Ländereien an der Übernahme Hiltpoltsteins interessiert war. Der Preis des Pfandbriefs, den die Reichsstadt im Oktober 1503 für Burg und Ort Hiltpoltstein zahlte, betrug 6000 Gulden. Der Kauf war notwendig, da der Ort nicht pfälzisch und daher für die Reichsstadt nicht durch Eroberung zu gewinnen war. Bis spätestens 1513 wurde die Burg Sitz eines Nürnberger Pflegamtes, ab diesem Jahr liegen Berichte nach Nürnberg vor.
Unter dem Schutz der Reichsstadt blieb Hiltpoltstein vom Bauernkrieg verschont. Erst im Zweiten Markgrafenkrieg wurde der Ort erneut stark zerstört. Am 21. Mai 1552 wurde die Burg vom markgräflichen Kriegshauptmann Wilhelm von Stein eingenommen und vier Wochen später von reichsstädtischen Truppen unter Martin Schrimpf zurückerobert. 1560 schloss Kaiser Ferdinand I., zugleich König von Böhmen, einen Vertrag mit der Reichsstadt, gegen Zahlung von 1500 Talern den Pfandbesitz weitere 25 Jahre fortzuschreiben. Kaiser Matthias belehnte im Jahre 1612 das Amt Hiltpoltstein mit der Jurisdiktion des Markts und Pflegamts einschließlich der Hochgerichtsbarkeit. Der Richtplatz befand sich auf dem Galgenbühl (511 m ü. NN) südlich des Ortes, nahe dem Ortsteil Görbitz. 1624 übertrug Kaiser Ferdinand II. der Stadt Nürnberg Markt und Burg Hiltpoltstein als böhmisches Lehen, Nürnberg besaß damit alle hoheitlichen Rechte. Bei der angeblichen Erhebung zur Stadt im Jahre 1631 handelt es sich hingegen um eine Verwechslung mit dem mittelfränkischen Hilpoltstein, wie auch bei der angeblichen „Rückstufung zum Marktflecken“.
Starke Zerstörungen des Ortes sind für den Dreißigjährigen Krieg in den Jahren 1631 bis 1633 belegt. Im Juli 1633 führte eine Brandschatzung zum Verlust der meisten Wohnhäuser. Noch 1635 hatte die Bevölkerung unter den enormen Kriegsabgaben zu leiden. Zusätzlich grassierte in diesen Jahren die Pest in der Region und forderte auch in Hiltpoltstein Todesopfer. Die Gebäude des Altortes, wie das Pfarrhaus (1611) wurden ab 1640 durch Nürnbergische Investitionen wieder aufgebaut, andere wie das Schulhaus (1640) neu errichtet. Kurz vor Ende des Krieges (1646) ist im Kirchenbuch eine Plünderung des Pfarrhauses durch schwedische Truppen überliefert.
Im Jahre 1792 wurde in Hiltpoltstein eine preußische Poststation auf der Strecke zwischen Bayreuth und Nürnberg eingerichtet.

### Jüngere Geschichte (seit 1806)

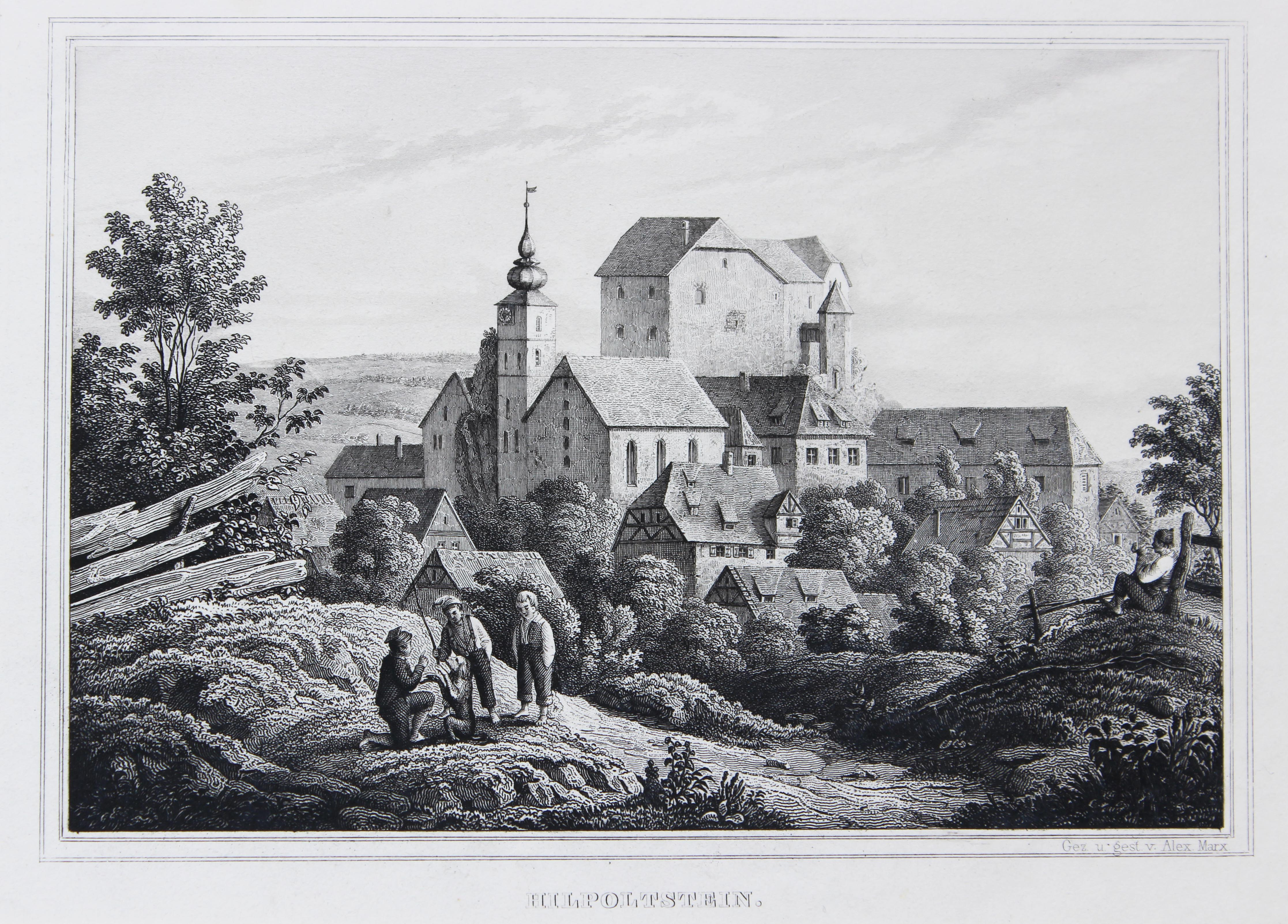
Hiltpoltstein (Stahlstich von Alex Marx, 1843)

1806 wurde Hiltpoltstein wie das gesamte Nürnberger Land in das Königreich Bayern eingegliedert. Von 1808 bis 1810 gehörte Hiltpoltstein zum Landgericht Gräfenberg im Pegnitzkreis, ab 1810 zum Rezatkreis und ab 1817 zum Obermainkreis.
Mit der Bildung von Landgerichten wurden die Pflegämter abgelöst, womit auch Hiltpoltstein im Jahre 1808 als Amtssitz entfiel. Die Oberburg war bereits seit dem 18. Jahrhundert als Wohnsitz verwaist, auch das Pflegschloss schon seit längerem unbesetzt. Das „untere“ (westliche) Stadttor wurde 1822 abgetragen. Der Staat verkaufte die Burg an Private. In den darauffolgenden Jahren verwahrloste sie stark und 1841 vereitelte König Ludwig I. den geplanten Abriss der baufälligen Burg. Nach der Rückführung in königlich-bayerischen Besitz wurde sie 1843 saniert und anschließend Sitz der lokalen Forstverwaltung.
Im Zuge der Gebietsreform in Bayern am 1. Mai 1978 wurde die Gemeinde Kappel mit den Gemeindeteilen Kemmathen, Großenohe, Schossaritz und Almos eingegliedert. Außerdem trat Lilling die Gemeindeteile Wölfersdorf und Erlastrut an Hiltpoltstein ab sowie Obertrubach den Ortsteil Möchs.
Seit 1966 ist die Burg wieder in Privatbesitz.

## Religion

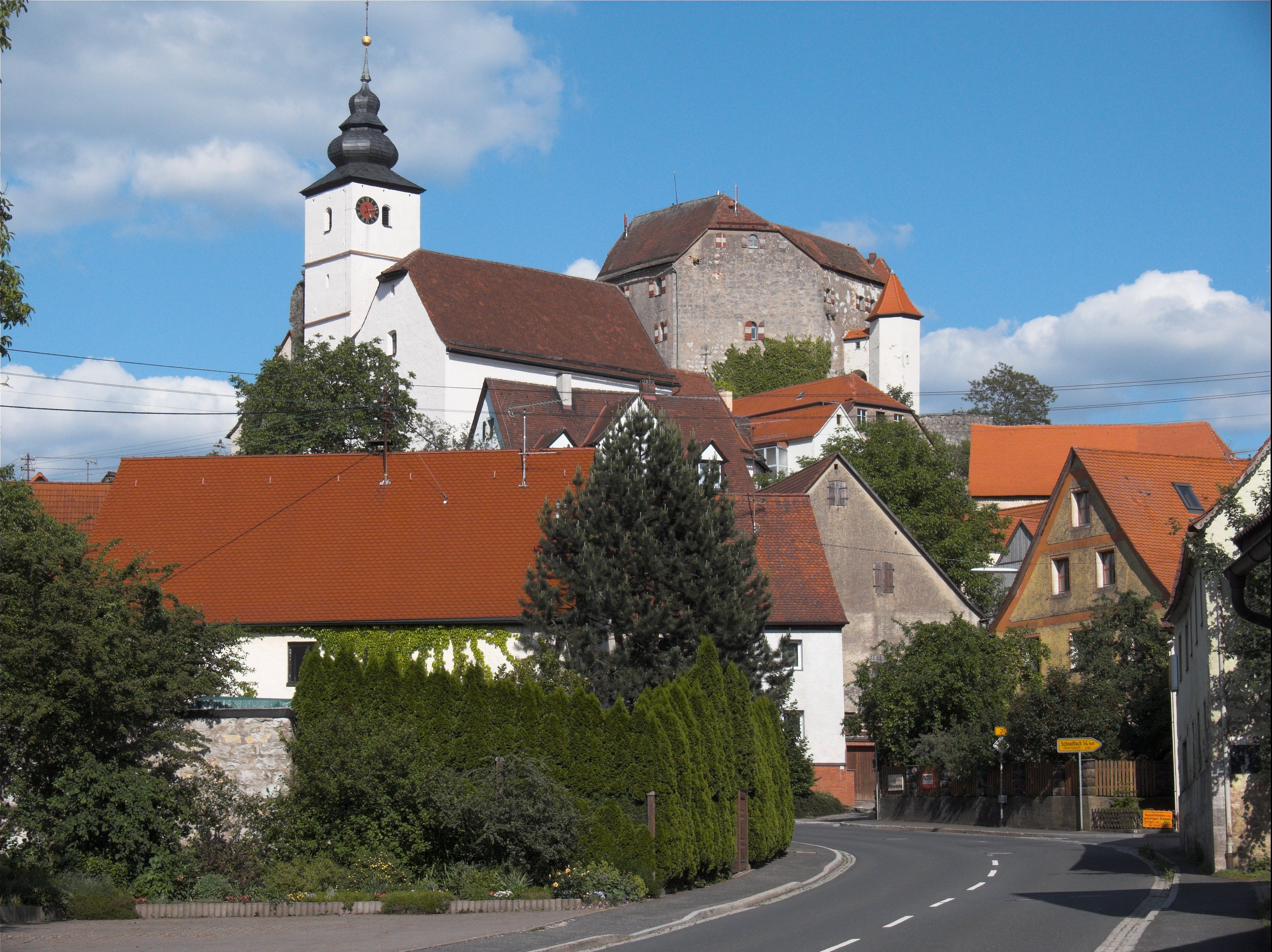
Westansicht des Ortskerns mit Matthäuskirche und Burg

Die Bewohner Hiltpoltsteins sind zum überwiegenden Teil evangelisch-lutherisch.
Die älteste Pfarrkirche befand sich im zehn Kilometer entfernt gelegenen Rüsselbach. Im Jahre 1414 wurde im heutigen Ortsteil Kappel, damals ein eigenständiger Ort, die seit dem 12. Jahrhundert bestehende Kapelle Sankt Agatha zur Pfarrkirche erhoben, um neben den Bewohnern von Kappel auch denen der Gemeinden Hiltpoltstein, Großenohe, Wölfersdorf, Görbitz, Lilling und Kemmathen einen weniger beschwerlichen Kirchgang zu ermöglichen. Die zur Pfarrkirche erhobene Kapelle wurde von den Patronatsherren Ehrenfried von Seckendorff und Herdegen Valzner fundiert und mit 400 Rheinischen Gulden dotiert. Ab diesem Zeitpunkt hatte sie das Parochialrecht über Taufen und Begräbnisse der genannten Orte.
In Hiltpoltstein wurde zwischen 1460 und 1465 die Kapelle „Zum Heiligen Blut“ gebaut. In diesem Vorgängerbau der späteren Pfarrkirche wurde bis zur Reformation vom Kappeler Pfarrer dreimal wöchentlich die Messe gelesen. Die Reformation wurde in den Nürnberger Besitzungen zügig durchgesetzt. Martin Glaser, ein Freund Martin Luthers, predigte erstmals 1527 in Hiltpoltstein den lutherischen Glauben, wo er zu dieser Zeit die Pfarrstelle hatte. Vor seiner Konversion war er Mönch und Prediger im Augustinerkloster Nürnberg, anschließend bis 1527 Pfarrer in Gründlach. Die alte Kappeler Kapelle Sankt Agatha war damals bereits verschlossen, da der Ort zur Fraiß des Burggrafen vom Rothenberg gehörte und eine Enklave im reformierten nürnbergischen Gebiet darstellte. Der letzte katholische Pfarrer verließ Kappel im Jahre 1535 und die Kirche verfiel, bis im 19. Jahrhundert die letzten Mauerreste abgerissen wurden. Durch die hinzu gekommene Bevölkerung aus Kappel bot die Hiltpoltsteiner Kapelle für die lutherische Gemeinde nun zu wenig Platz, Abhilfe wurde erst mit dem ortstreuen Neubau zu Beginn des 17. Jahrhunderts geschaffen (vgl. den Absatz zur Pfarrkirche St. Matthäus).

## Politik
Die Gemeinde ist Mitglied der Verwaltungsgemeinschaft Gräfenberg.

### Bürgermeisterin
Erste Bürgermeisterin ist seit 2009 Gisela Schulze-Bauer (Bürger für Hiltpoltstein). Ihr Vorgänger war Johann Deuerlein (Freie Wähler).

### Gemeinderat
Der Marktgemeinderat von Hiltpoltstein besteht aus 12 Mitgliedern und dem Ersten Bürgermeister.
| Wahljahr | CSU | SPD | Freie Wähler | Bürger für Hiltpoltstein | Gesamt   |
| 2020     | 5   | 0   | 3            | 4                        | 12 Sitze |
| 2014     | 5   | 0   | 3            | 4                        | 12 Sitze |
| 2008     | 4   | 1   | 4            | 3                        | 12 Sitze |
| 2002     | 6   | 1   | 5            | -                        | 12 Sitze |

### Wappen
| Wappen von Hiltpoltstein | Blasonierung: „Schräg geteilt von Gold und Rot; aufgelegt ein gespaltener Schild, darin vorne in Gold ein halber, rot gezungter schwarzer Adler am Spalt, hinten fünfmal schräg geteilt von Rot und Silber.“ |
| Wappen von Hiltpoltstein | Wappenbegründung: Die Schrägteilung von Gold und Rot zeigt das Wappen der Herren von Hiltpoltstein–Rothenberg, die zur Zeit der Staufer Ministerialen im Heiligen Römischen Reich waren. Nach Heirat der Erbtochter des letzten Hiltpold mit Dietrich I. von Wildenstein übernahm die Rothenberger Linie des Adelsgeschlechts Wildenstein am Ende des 13. Jahrhunderts das Wappen. Der Schild mit dem Nürnberger Wappen verweist auf die Zugehörigkeit Hiltpoltsteins zur Reichsstadt Nürnberg von 1503 bis 1806. Ortssiegel mit dem Nürnberger Wappen im Schild sind erst seit dem frühen 17. Jahrhundert bekannt. Das älteste bekannte Siegel hat die Umschrift „DES MARCKTS HILTPOLTSTEIN INSIG“ und das Wappen in der bis heute gültigen Gestaltung. Seit der Einverleibung der Reichsstadt Nürnberg in das Königreich Bayern 1806 verschwand das Nürnberger Wappen wieder aus dem Hiltpoltsteiner Dienstsiegel. |

## Wirtschaft und Infrastruktur

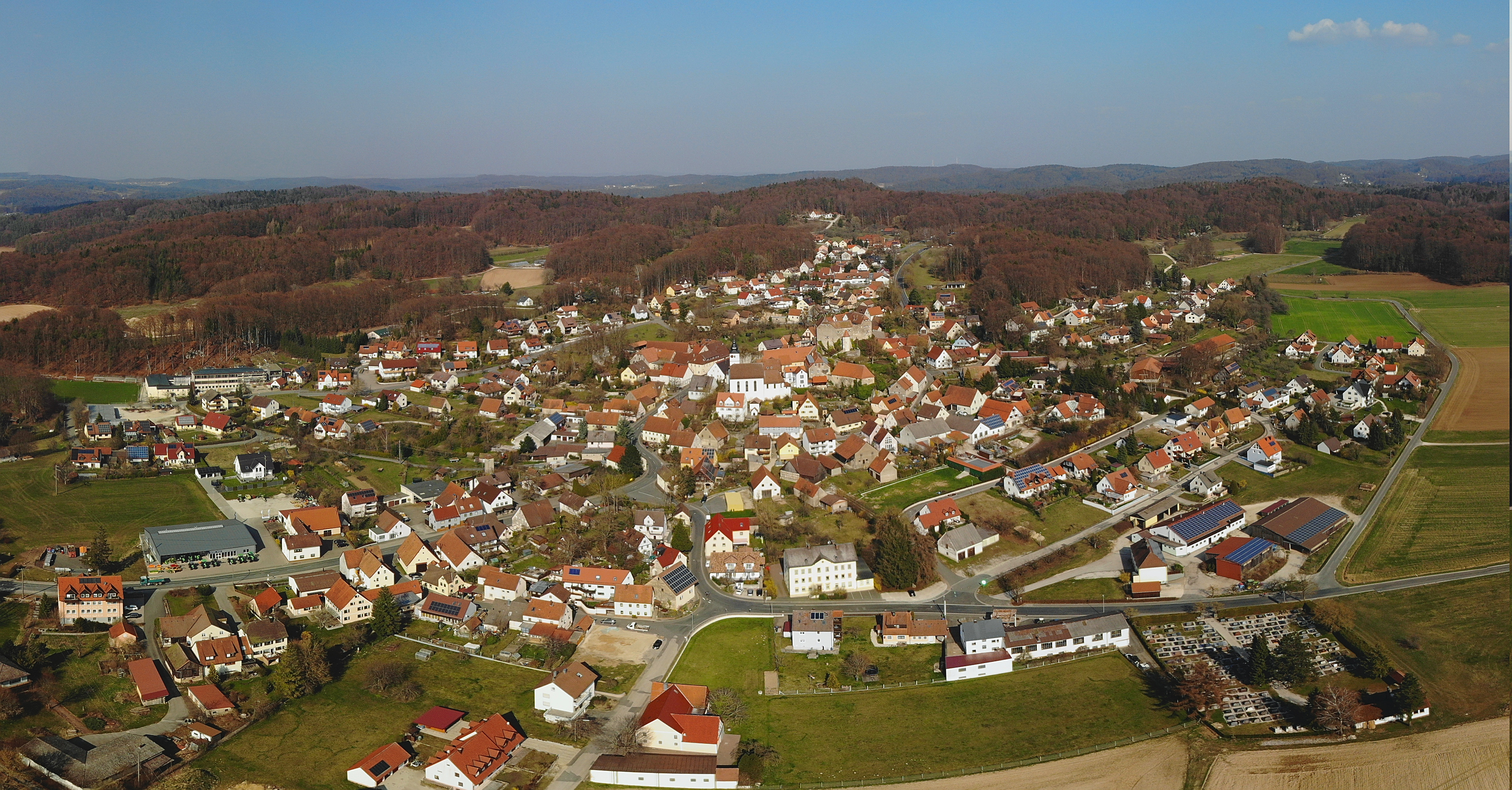
Panoramaluftbild von Hiltpoltstein im März 2020

### Wirtschaft
Den überwiegenden Teil des Gemeindegebiets (etwa 50 %) nehmen Landwirtschaftsflächen ein (1289 ha). Auffällig ist der hohe Anteil der Waldfläche mit rund 41 % (1051 ha). Siedlungs- und Verkehrsfläche im Gemeindegebiet machen rund 204 ha oder 8 % der Gesamtfläche aus. Im Gemeindegebiet gibt es 58 landwirtschaftliche Betriebe, davon 18 Haupterwerbsbetriebe (Stand 2013). Davon entfallen sechs landwirtschaftliche Betriebe und zwei Haupterwerbsbetriebe auf den Hauptort (Stand 2013). Die landwirtschaftlich genutzte Fläche des Hauptortes beträgt 293,5 ha, davon sind 72 % Acker, 52 ha Wald und 2,2 ha Hoffläche.
Von 1975 bis 1989 existierte in Hiltpoltstein ein professionelles Tonstudio, in dem unter anderem bekannte Deutschrockbands wie Extrabreit, Nena, Ton Steine Scherben sowie der internationale Star Eric Burdon Aufnahmen für Schallplatten einspielten.
In Hiltpoltstein befindet sich die kreiseigene Obstbauversuchsanlage und daran angeschlossen der einzige Edelreiserkeller Bayerns. Hier lagern in jedem Frühjahr etwa 20.000 Edelreiserruten zur Pflanzenveredelung.

### Verkehr
Die Gemeinde liegt an der Bundesstraße 2 von Nürnberg nach Bayreuth. Die A 9 ist über den Anschluss Hormersdorf (zirka neun Kilometer entfernt) zu erreichen. Die Kreisstadt Forchheim liegt zirka 23 Kilometer westlich, Nürnberg und Erlangen zirka 30 Kilometer südlich bzw. südwestlich.

### Flurbereinigung
Die Flurbereinigung im Gemeindegebiet wurde größtenteils Mitte der 1970er Jahre beendet. In Erlastrut, Wölfersdorf und Möchs waren die Flurbereinigungsverfahren 1970, in Almos 1974 und in Hiltpoltstein mit Göring und Görbitz 1975 abgeschlossen. 1986 wurden für Kappel, Kemmathen, Schoßaritz und Großenohe Flurbereinigungsverfahren eingeleitet; sie sind zwischenzeitlich ebenfalls beendet.

## Kultur und Tourismus

### Sehenswürdigkeiten

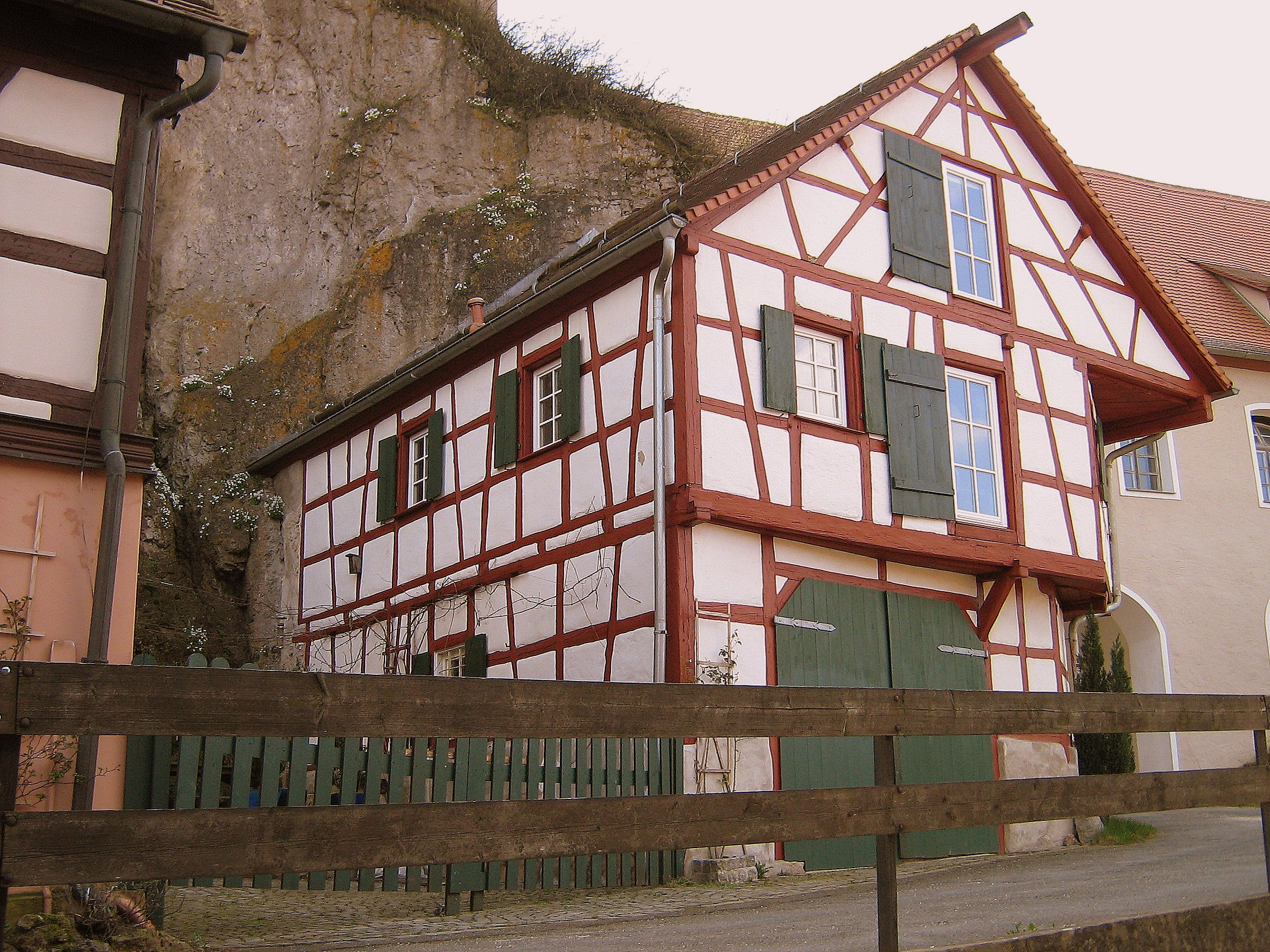
Fachwerkhaus in Hiltpoltstein

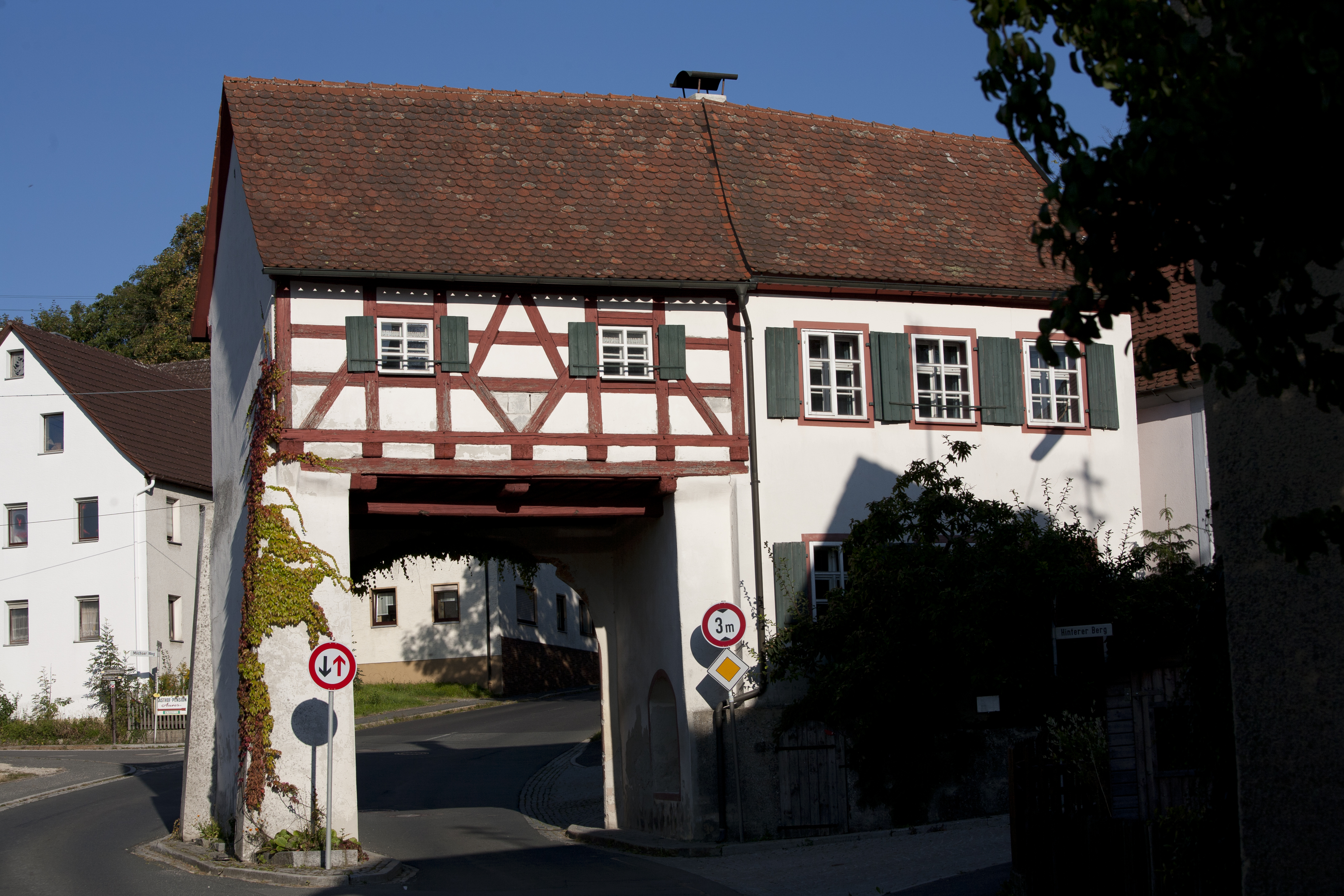
Östliches Stadttor „Oberes Tor“, heute Torhaus über der Bundesstraße 2

#### Pfarrkirche St. Matthäus
Die evangelische Pfarrkirche St. Matthäus, eine Saalkirche mit Satteldach, eingezogenem Chor und Turm, wurde zwischen 1617 und 1626 ortstreu an der Stelle der Kapelle „Zum Heiligen Blut“ erbaut. Da 1612/13 auch die Agathen-Kapelle in Kappel eingestürzt war, ließ der Pfleger die beiden Glocken für den Neubau nach Hiltpoltstein bringen. Der gotische Flügelaltar (um 1420 von einem unbekannten Meister gemalt) stammt aus dem Dominikanerkloster Nürnberg, das 1543 aufgelöst und dessen Besitz dem „Großen Almosen“, einer von der Stadt Nürnberg verwalteten Armenstiftung, übereignet wurde. Anlässlich des Ausbaus der Kirche wurde der Altar von den Nürnberger Landpflegern aus dem Stiftungsvermögen herausgekauft und 1626 in die Matthäuskirche verbracht. Die sonstige Innenausstattung der Kirche wurde sukzessive von Nürnberger Patrizierfamilien gestiftet, deren Vertreter seit dem frühen 16. Jahrhundert abwechselnd die Hiltpoltsteiner Landpfleger stellten. Hierzu gehört der achteckige Taufstein mit Jakobsmuschelrelief (um 1626), der im Sockel das Wappen der Patrizierfamilie Imhoff trägt. Die barocke Kanzel stammt aus dem Jahre 1706. Zu den Besonderheiten gehört ein hölzerner Beichtstuhl, ebenfalls mit eingearbeitetem Jakobsmuschelrelief, der um 1700 angeschafft wurde.
Nach Zerstörungen im Dreißigjährigen Krieg, von denen Hiltpoltstein zwischen 1631 und 1635 stark betroffen war, wurde die Kirche in den Jahren 1644 bis 1651 wiederhergestellt. Das Pfarrhaus (Hinterer Berg 1) wurde ebenfalls neu errichtet. Der Turm neben der Westfront wurde 1680 gebaut, zwischen 1699 und 1706 erfolgte außerdem eine Erhöhung des Langhauses. Das Schiff wurde 1754 nach Süden erweitert und dem Turm eine Zwiebelhaube aufgesetzt. Die Turmkugel enthält Schriftstücke seit dem Jahre 1841 bis in die Gegenwart (letzte Sanierung 2016). Die Orgel wurde 1872 durch G. F. Steinmeyer & Co. errichtet.

#### Denkmalgeschützte Bauwerke
Der historische Ortskern von Hiltpoltstein ist als Denkmalensemble in der Liste des Bayerischen Landesamts für Denkmalpflege eingetragen. Insgesamt gibt es im Gemeindegebiet mit den Nebenorten 30 Baudenkmäler. Im Hauptort befindet sich eine Reihe denkmalgeschützter Häuser, darunter:
- das Pfarrhaus, ein zweigeschossiger Satteldachbau mit Steilgiebel: erstmals 1575, Wiederaufbau nach dem Dreißigjährigen Krieg um 1650, weitere Modifikationen im 18./19. Jahrhundert;
- Fachwerkhäuser, meist des 18. und 19. Jahrhunderts, Hauptstraße Nr. 26, 42, 46, 51 und 56 (Bundesstraße 2);
- das östliche Tor der Marktbefestigung („Oberes Tor“), Hauptstraße 52, heute Durchfahrt einer Fahrspur der Bundesstraße 2, in Gemeindebesitz;
- Brauhaus des Pflegamtes, Am Schlosshof 1: gebaut im 15. oder frühen 16. Jahrhundert, die erste Brautätigkeit ist für 1513 nachgewiesen. 1872 in ein Wohnhaus mit Stall umgebaut, heute Vereinsheim der Ortsgruppe des Fränkische-Schweiz-Vereins.

### Tourismus
Fünf Wanderwege kreuzen den Hauptort Hiltpoltstein. Ein etwa sieben Kilometer langer Rundwanderweg (Rotring) um Hiltpoltstein ist mit 31 Schautafeln zugleich als Naturlehrpfad beschildert. Die Erweiterung des Rundwanderweges (Gelbring, ca. drei Kilometer) verbindet die drei höchsten Felsgipfel Silberecke, Stumpfelestein und Bitzenberg. Ein etwa 23 km langer, ausgeschilderter Rundkurs für Mountainbiker durchquert das Gemeindegebiet.
Für Klettersportler bietet die Umgebung zahlreiche Kletterfelsen mit weit über hundert verschiedenen Kletterrouten. Das Großenoher Tal weist eine für die Karstlandschaft typische Kalkmagervegetation auf.
In der ehemaligen Brauerei Schmidt (1618–1958), Hauptstraße 47–49, bieten die Besitzer nach Voranmeldung Führungen an.

### Vereine
Die Ortsgruppe Hiltpoltstein des Fränkische-Schweiz-Vereins wurde im April 1978 gegründet und hat etwa 200 Mitglieder. Schwerpunkte der Arbeit sind die Pflege der Wanderwege und des Naturlehrpfades (insgesamt ca. 75 km), der Naturschutz, die Sammlung von Brauchtum und die Erstellung einer Ortschronik. Außerdem ist Hiltpoltstein Sitz des Vereins für den Schutz des Naturparks Fränkische Schweiz. Die Kirwaboum Hiltpoltstein e. V. organisieren die jährliche Kirwa (Kirchweih). Der örtliche Männergesangverein besteht seit 1874.
Der lokale Sportverein Hiltpoltsteiner SV 1949 e. V. betreibt die Sparten Fußball, Tischtennis, Karate, Gymnastik und Ski. Die erste Männer-Fußballmannschaft spielt in der Kreisklasse Erlangen/Pegnitzgrund 3. Des Weiteren gibt es den Schützenverein SG 1893 Hiltpoltstein.

## Persönlichkeiten
- Paul Martin Alberti (1666–1729), Theologe und Liederdichter,[52] Sohn von Paul Martin Alberti d. Ä., geboren in Hiltpoltstein
- Christoph Haller von Hallerstein (1771–1839), geboren im Pflegschloss Hiltpoltstein
- Carl Haller von Hallerstein (1774–1817), Architekt und früher Archäologe, geboren im Pflegschloss Hiltpoltstein
- Ingrid Hofmann, Geschäftsführende Alleingesellschafterin der I. K. Hofmann GmbH, geboren in Hiltpoltstein